# Manavis Tsivi
Manavis Tsivi (georgiska: მანავის ცივი) är ett berg i Georgien. Det ligger i den östra delen av landet, i regionen Kachetien. Toppen på Manavis Tsivi är 1 681 meter över havet. Manavis Tsivi ingår i Gomboribergen.
Den högsta punkten i närheten är berget Tsivi, 1 991 meter över havet, 10 km väster om Manavis Tsivi.